# Naím Thomas Mansilla
Naím Thomas Mansilla (Premià de Mar, El Maresme, 16 d'octubre de 1980) és un cantant i actor català principalment conegut pel seu pas per Operación Triunfo en la seva primera edició.

## Trajectòria professional
Com a actor va començar amb un paper infantil en Missión Top secret (1992), una sèrie per a la televisió dirigida per Howard Rubie. Va actuar en el film Intrús (1993) de Vicente Aranda, en Aquí llega Condemor, el pecador de la pradera (1996) al costat de Chiquito de la Calçada. Va aparèixer en Gràcies per la propina (1997) de Francesc Bellmunt, i també va actuar en el film Carícies del director Ventura Pons. Va participar en el film OT, la pel·lícula (2002) i també va actuar en Les maletes de Tulse Luper: La història de Moab (2003) del director Peter Greenaway.
El 2001 va entrar en la primera edició de "Operación Triunfo". Encara que no va guanyar, va arribar a llançar el seu primer disc de la mà de Vale Music titulat No tinc pressa (certificat com a Disc de Platí). L'àlbum incloïa el reeixit single "Cruel to be kind", que va ser coneguda en l'estiu de 2002 després de protagonitzar una campanya de publicitat, i que va aconseguir el número u de 40 Principals el 24 d'agost de 2002.
L'any 2003 es va publicar i va posar a la venda el seu segon treball titulat Amb només una paraula, en el qual s'incloïen tres cançons escrites per ell. L'àlbum va sortir a la venda sota el segell d'O'Clock Music.
Després d'aquesta primera etapa com a exconcursant d'O.T., Naím passa full i marxa a la ciutat de Los Angeles, on resideix durant 3 anys, i on continua component noves cançons per a un nou disc. Al mateix temps actua en dues pel·lícules: Desert of blood (2006) de Don Henry i Sing out (2008).
El 2007 va treure al mercat el seu tercer àlbum: 909 nainonain que defineix com "una mescla de funky, pop internacional i música llatina, en el qual no falta la guitarra espanyola, però no obstant això, també trobes versos de rap i reggaeton". El seu primer senzill va ser "Funkmenco". L'àlbum conté 14 temes, tots composts pel mateix Naím, lletra i música, excepte un.
El juliol de 2007 es va estrenar com a presentador de televisió amb el programa Plaza Mayor en la cadena autonòmica de Madrid Onda 6. Al novembre de 2007 va estrenar a Madrid El Rei de noces obtenint un gran èxit entre crítica i públic.
El 2010 va passar a formar part de l'elenc de 40 el Musical al costat de la seva excompanya de OT, Gisela. Es va estrenar en el mes de setembre en el Teatre Victòria de Barcelona.

## En l'actualitat
Entre 2013 i 2014, Naim Thomas protagonitza el musical Aladín, el musical i apareix en l'obra de teatre Aquesta nit no estic per a ningú, de nou al costat de Gisela i Kiti Manver. També apareix en el musical Edgar, creador d'ombres al costat de Miguel Ángel Jenner, Alberto Comesaña, Chus Herranz, Enrique Anaut i Laura Toledo.

## Discografia
- 2002 - No tinc pressa
- 2003 - Amb només una paraula
- 2007 - 909: Nainonain

Singles:
- 2002 - "Cruel to be kind"
- 2002 - "Estic embogint"
- 2002 - "Veuen a funky street"
- 2003 - "Calent"
- 2004 - "Es trenca el cor"
- 2007 - "Funkmenco"
- 2008 - "T'ho vaig a donar"

## Filmografia
- 1993 - Intrús (de Vicente Aranda)
- 1996 - Aquí arriba Condemor, el pecador de la prada (d'Álvaro Sáenz d'Heredia)
- 1996 - Malson per a un ric (de Fernando Fernán Gómez)
- 1996 - Mort a Granada (de Marcos Zurinaga)
- 1997 - Gràcies per la propina (de Francesc Bellmunt)
- 1998 - Carícies (de Ventura Pons)
- 2000 - Salsa (de Joyce Sherman Buñuel)
- 2002 - Manjar d'amor (de Ventura Pons)
- 2002 - OT: la pel·lícula (de Jaume Balagueró i Paco Plaza)
- 2003 - Les maletes de Tulse Luper (The Tulse Luper Suitcase, de Peter Greenaway)
- 2005 - The cry of the winged serpent
- 2008 - Desert of Blood (de Don Henry)
- 2008 - Sing out
- 2012 - Mediterranean blue (de Martin Garrido Baró)

## Curtmetratges
- 1997 - Solament en La Golfa. Amb Jorge Bosch, Diana Lázaro, Elsa Pataky. Espanya.
- 2002 - L'Encantador de Serps. Espanya.

## Televisió
- 1992 - Mission Top secret (Coproducció Austràlia-Europa)
- 1992 - El Buscavidas, (Antena 3)
- 1994 - Farmàcia de guàrdia, (Antena 3)
- 1994 - Poblenou, (Tv3)
- 1995 - Pepa i Pepe, (TVE)
- 1995 - Juntes però no revoltes, (TVE)
- 1997 - Quin és el meu pare, (Antena 3)
- 1998 - The golden voice, (Grundy TV), Austràlia
- 1998 - Mal de Mer, Suïssa
- 2001 - Operació Triomfo, (TVE). Concursant
- 2002 - Triunfomanía, (TVE). Ell mateix
- 2002 - Temps al temps, (TVE). Ell mateix
- 2002 - OT, Concert Santiago Bernabeu, (TVE). Ell mateix
- 2003 - Generació OT, (TVE). Gal·la. Ell mateix
- 2003 - Aquesta és la meva història, (TVE). Ell mateix
- 2003 - Fan àrea: Naim Thomas, (Canal OT). Ell mateix
- 2003 - Paradís (TVE), Espanya. Episodi "Fenòmens naturals"
- 2006 - 2007 - As the world turn, (CBS), Estats Units. Sèrie de televisió
- 2006 - Pasapalabra, (Antena 3). Convidat especial
- 2006 - Comença l'espectacle, (TVE). Ell mateix
- 2006 - On estàs cor?, (Antena 3). Convidat especial
- 2007 - Plaça Major, (Onda 6). Presentador
- 2008 - Madrid Superstar, (Telemadrid). Jurado
- 2009 - Password, (Quatre). Convidat especial
- 2010 - La marató, (Tv3). Convidat especial

## Musicals
- 2003 - 2004 - 1973 The Millenium Musical, (Musical, paper d'Álex, protagonista).
- 2007 - 2008 - El rei de noces, (Musical, paper de Robbie, protagonista).
- 2010 - 2012 - 40, El Musical, (paper de Joaquín). (Amb Gisela) Barcelona.
- 2012 - Edgar, L'escriptor d'ombres. Madrid.
- 2013 - Escola de calor
- 2013 - 2014 - Aquesta nit no estic per a ningú. (Amb Kiti Mánver)
- 2013 - 2014 - Aladín, un musical genial

## Teatre
- Un Dia (Mirall trencat)
- La del manojo de roses. Centre Cultural de la Vila de Madrid
- Les bicicletes són per a l'estiu. Teatre principal de Màlaga
- El mirall vermell. Teatre Grec de Barcelona
- Assota'm. A Madrid
- L'altre costat del llit. A Madrid
- Coses de papà i mamà. Teatre Quevedo de Madrid

## Nominacions i premis
- Nominació: Premi al Millor Intèrpret Musical Revelació per l'obra El Rei De Noces en la sisena edició dels PREMIS CHIVAS TELON (2008)
- Nominació: Millor actor PREMIS GRAN VIA pel Rei de Noces (2008)
- Nominació: Millor actor protagonista en els PREMIS BROADWAYWORLD SPAIN per "40, El Musical" (2011)
- Nominació: Millor actor protagonista en els PREMIS BROADWAYWORLD SPAIN per "Aquesta Nit No Estic Per a Ningú" (2013)